# Ramus stylohyoideus nervi facialis
A ramus stylohyoideus nervi facialis a nervus facialis egyik ága. A foramen stylomastoideumból lép ki és majdnem párhuzamosan fut a ramus digastricus nervi facialisszal. A musculus stylohyoideust idegzi be és belefut az izomba.

## Külső hivatkozás
- Kép